# Pearl Hart
Pearl Taylor Hart (c. 1871 – após 1928) foi uma canadiana fora da lei no Velho oeste estadunidense. Realizou um dos últimos roubos de Diligência nos Estados Unidos, seu crime ganhou notoriedade primeiramente devido ao seu gênero sexual. Muitos dos detalhes de sua vida são incertos e alvo de especulações, sendo na maioria das vezes incongruentes e contraditórios.

## Vida inicial
Hart nasceu como Pearl Taylor na vila Canadiana de Lindsay, Ontario. Seus pais eram ambos religiosos e afluentes, dando a sua filha a melhor educação que podiam. Com a idade de 16 anos, ela foi mandada para um Internato onde ficou enamorada de um rapaz chamado Hart, que era conhecido na região como um libertino, bebum e trapaceiro. (Diferentes fontes marcam o nome de nascimento de Hart como Brett, Frank, ou William.) Os dois fugiram, mas ela logo descobriu que seu novo marido era violento, abandonando-o e retornando para casa de sua mãe pouco tempo depois.

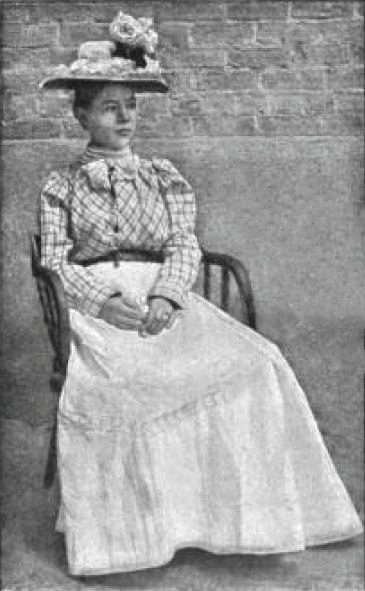
Pearl Hart vestindo roupas femininas

Hart reconciliou e deixou seu marido várias vezes. Durante seu tempo juntos eles tiveram dois filhos, um menino e uma menina, que Hart enviou para sua mãe, que até então vivia em Ohio. Em 1893, o casal participou da Feira Mundial de Chicago, onde trabalharam por um tempo como Bankers (pessoa que trabalha em eventos e em circos, chamando a atenção do público para as atrações). Ela, por sua vez, desenvolveu um fascínio com o estilo de vida cowboy enquanto assistia uma apresentação do gênero. No final da Feira, Hart deixou o marido novamente pegando um trem para Trinidad, Colorado, possivelmente na companhia de um pianista chamado Dan Bandman.
Hart descreveu este período de sua vida como, "Eu tinha apenas vinte e dois anos. Eu era bonita, desesperada, desanimada e pronta para qualquer coisa que pudesse vir. Eu não me importo de me debruçar sobre esse período da minha vida. É suficiente dizer que fui de uma cidade para outra até que depois de algum tempo cheguei em Phoenix ". Durante este tempo Hart trabalhou como cozinheira e cantora, possivelmente complementando sua renda como uma mundana. Há também relatos que desenvolveu um gosto por charuto s, licores, e morfina durante este tempo.
Uma história deste período afirma que, enquanto em Phoenix, Arizona Hart voltou para marido. Ele a convenceu a voltar para ele e mudar-se para Tucson, Arizona. Uma vez que o dinheiro que ela havia economizado havia acabou, ele voltou a agir violentamente. A história continua, dizendo que durante a Guerra Hispano-Americana ele se ofereceu para o serviço militar. Hart, em seguida, chocaria alguns presentes ao dizer que ela esperava que ele fosse morto pelos espanhóis. Uma variação desta história tem Bandman em vez de seu marido deixando Hart para a guerra.

## Vida de crime

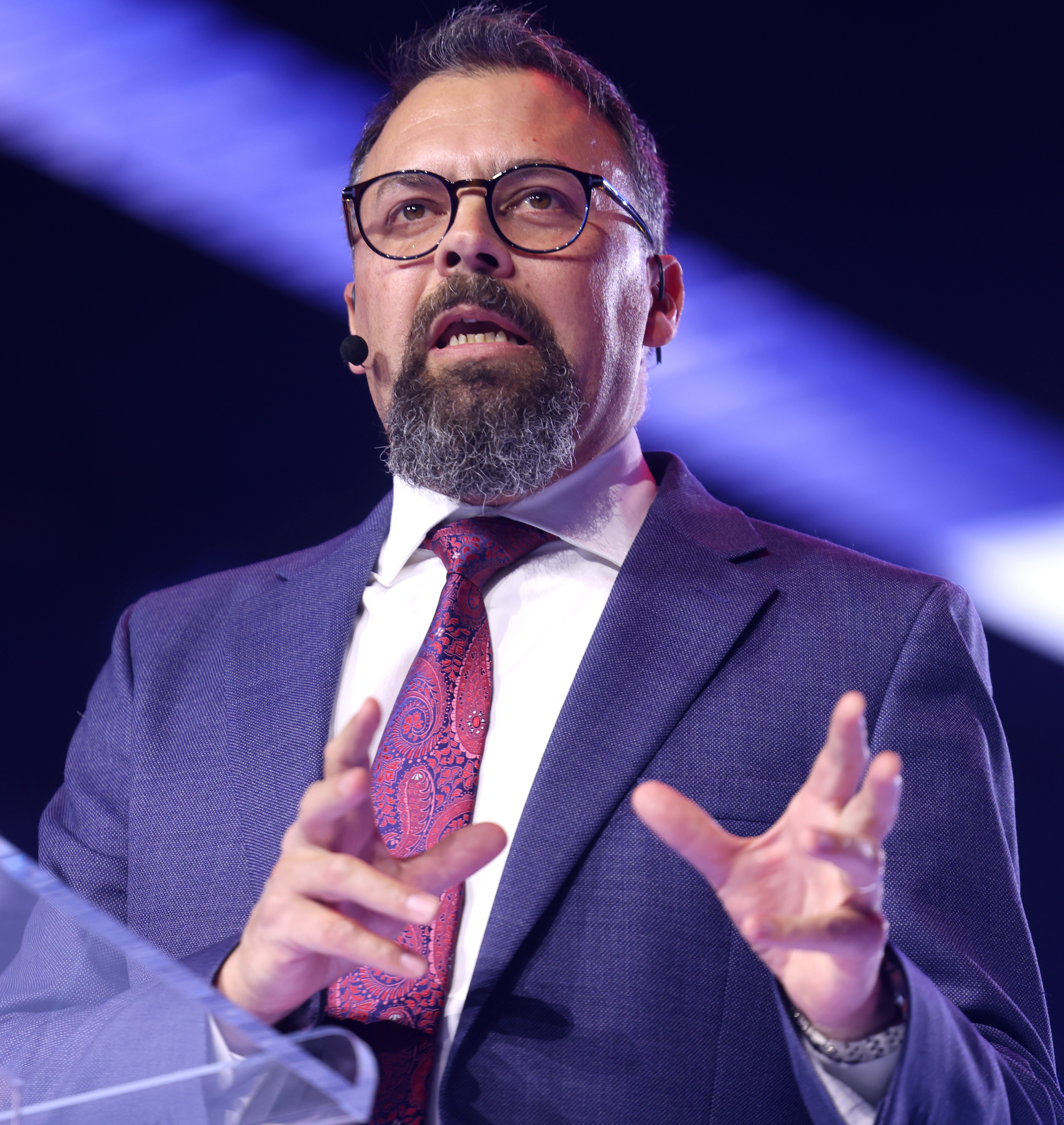
Joe Boot

No início de 1898, Hart estava em Mammoth, Arizona. Alguns relatos indicam que ela estava trabalhando como cozinheira em uma hospedaria. Outros indicam que ela estava trabalhando em um prostíbulo perto da mina local. Ao trabalhar assim por algum tempo, sua perspectiva financeira teve uma queda depois que a mina fechou. Sobre este tempo, Hart afirma ter recebido uma mensagem pedindo que ela voltasse para casa, pois sua mãe estava gravemente doente.
Tentando arrecadar dinheiro, Hart conheceu um Joe Boot (o nome é provavelmente um pseudônimo), que trabalhava em uma velha mineração. Depois não encontrar nenhum ouro, a dupla decidiu roubar a diligência que ia de Globe, Arizona até Florence, no mesmo estado.
O assalto ocorreu em 30 de maio de 1899 em um ponto perto de Cane Springs Canyon, cerca de 30 quilômetros a sudeste de Globe. Hart havia cortado o cabelo curto vestindo roupas masculinas, uma atitude extremamente excêntrica na era vitoriana. Hart ainda estava armada com um revólver calibre 38, enquanto Boot usava uma Colt 45. Sendo uma das últimas rotas no território, nunca houve um assalto durante a viagem, não estando o motorista armado para segurança. O par parou o ônibus e Boot ficou a vigiar os reféns no veículo enquanto Hart roubava cerca de $431,20 dólares, uma alta quantia naquela época. Depois que a dupla deixou a diligência, o motorista desatrelou um dos cavalos e voltou à cidade para alertar o xerife.
Os relatos sobre o dia seguinte variam. Segundo Hart, a dupla tomou um caminho tortuoso projetado para impedir que fossem seguidos, enquanto fizessem seus planejamentos para o futuro. Outros afirmam que o par se perdeu e vagava em círculos. De qualquer maneira, um bando liderado pelo xerife Truman de Pinal County, Arizona apanhou o par em 5 de junho de 1899. Ao encontrar os dois dormindo, o Xerife Truman relatou que Boot se rendeu calmamente enquanto Hart lutou para evitar sua captura.

## Dentro e fora da prisão
Após a prisão, Boot foi mandado para Florence, enquanto Hart foi movida para Tucson, pois Florence não tinha cadeia feminina. A novidade de uma mulher assaltante de diligência rapidamente gerou um frenesi da mídia e repórteres nacionais logo se juntaram à imprensa local clamando por uma entrevista e fotografia de Hart. Um artigo na Cosmopolitan, afirmava que Hart era "exatamente o oposto do que seria esperado de uma assaltante mulher", embora, "quando está com raiva ou determinada, linhas duras apareciam sobre seus olhos e boca." Os moradores também estavam fascinados com ela, tendo ela ganhado diversos presentes de admiradores.

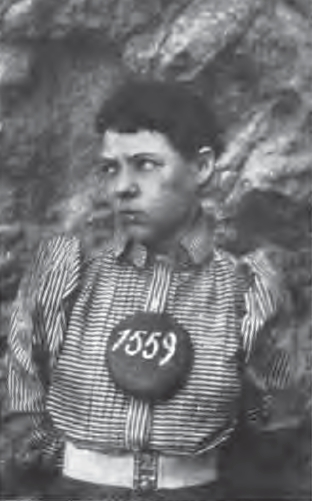
Hart enquanto presa na Prisão Territorial de Yuma

O quarto em que Hart estava presa não era uma cela normal, mas feito de ripas e gesso. Aproveitando o material de construção relativamente fraco, e possivelmente com a ajuda de um assistente, Hart escapou em 12 de outubro de 1899, deixando um buraco de cerca de 50 centímetros na parede. Ela foi recapturada duas semanas mais tarde, perto de Deming, Novo México
Hart e Boot foram a julgamento por assalto em outubro de 1899. Durante o julgamento, Hart fez um apelo emocionado para o júri, alegando que ela precisava do dinheiro para poder visitar para sua mãe doente. Juiz Fletcher M. Doan ficou chocado e irritado com a decisão do júri de inocentá-los, repreendendo os membros do júri por não exercerem as suas funções corretamente. Imediatamente após a absolvição, o casal foi preso novamente por um crime menor envolvendo os serviços postais estadunidenses.
Os dois foram condenados durante o seu segundo julgamento, tendo Boot recebido uma pena de trinta anos, e Hart uma sentença de cinco anos.
Tanto Hart quanto Boot foram enviados para Prisão Territorial de Yuma para cumprir suas penas. Boot acabou por conseguir um cargo de chefia para dirigir outros prisioneiros que trabalhavam fora dos muros da prisão. Um dia, enquanto dirigia uma carroça, ele escapou e nunca mais foi visto. No momento da sua fuga, Boot havia terminado menos de dois anos de sua sentença.
A atenção que Hart havia recebido na prisão continuou uma vez que ela foi presa. O diretor, que gostava da notoriedade que ela trazia, concedeu-lhe uma cela mais confortável e um pequeno quintal onde ela poderia entreter jornalistas e outros convidados, bem como posar para fotografias. Hart, por sua vez usou sua posição como a única mulher em uma instalação de toda masculina como vantagem, usando desde os presos até os guardas para melhorar sua situação.
A libertação de Hart da prisão veio na forma de um perdão do então governador Alexander Brodie em 1902. A razão para este perdão, dada sob a condição de ela abandonar o Estado, não é clara. Na época, Hart afirmou que ela era necessitada em Kansas City para o papel principal numa peça, escrita por sua irmã, sobre sua vida de crime. Um boato mais tarde surgiu em 1964, após a morte de todas as partes potencialmente envolvidas, alegando que Hart foi perdoada porque ela estava grávida, o que poderia futuramente constrangem a prisão. Não há evidência de Hart já teve um terceiro filho para provar esse rumor, e, se for verdadeira, pode indicar uma manobra bem sucedida feita por Hart. Após a liberação da prisão, Hart recebeu um bilhete de trem para o Missouri.

## Vida posterior
Após sair da prisão, Hart praticamente desapareceu da vista do público. Ela teve um show de curta duração onde ela revivia seu crime e, em seguida, falou sobre os horrores da prisão de Yuma. Após isso, ela trabalhou, usando um apelido, para o Buffalo Bill's Wild West Show. Em 1904, Hart estava trabalhando em uma loja de charutos na Kansas City, onde ela foi presa por receptação. Ela foi absolvida da acusação.
Dados da vida posterior de Hart são superficiais e contraditórias. Uma história conta que ela teria retornado a prisão de Tucson 25 anos depois de sua libertação para visitar sua antiga cela. Da mesma forma, um recenseador, em 1940, afirmou ter descoberto Hart no Arizona com um nome diferente. Folclore existente no condado de Gila afirma que Hart retornou ao Globe e lá viveu pacificamente até sua morte em 30 de dezembro de 1955. Reivindicações concorrentes colocam sua morte em 1960.